# Pokus s alfa-česticama i zlatnim listićem
Pokus s alfa-česticama i zlatnim listićem je bio jedan od najznačajnih pokusa u nuklearnoj fizici, jer je to bio prvi dokaz da u atomu postoji atomska jezgra. E. Rutherford okuplja plodan tim istraživača, među kojima su Hans Geiger, Ernest Marsden, G. Hevesy, H. Moseley, a nekoliko je godina dio tima bio i N. Bohr.
Ključni se pokus za to otkriće dogodio 1909. kada su znanstvenici vrlo tanki zlatni listić izložili djelovanju alfa-čestica. Thompsonov model atoma je predviđao će alfa-čestice proći kroz tanki metalni film i raspršiti se pod određenim malim kutovima. No, na veliko je iznenađenje istraživačkoga tima ustanovljeno raspršenje i pod velikim kutovima, a neke su se helijeve jezgre od metalne folije odbile potpuno unatrag. Rutherford je to usporedio s vjerojatnošću da list papira odbije topovsku kuglu. Rezultat je pokusa vodio prema novom modelu atoma, koji je Rutherford predložio 1911.: atom se sastoji od središnjega električnog naboja okruženoga sferičnom raspodjelom naboja suprotnoga predznaka.
Ernest Rutherford je pokusima izmjerio da 1 gram kemijskog elementa radija, u ravnoteži sa svojim izotopima, zrači svake sekunde oko 3,7 1010 alfa-čestica. Osim toga, Rutherford je točno izmjerio električni naboj i masu alfa-čestice. Kasnije je zapazio još jednu važnu pojavu, da se alfa-čestice pri prolasku kroz neki materijal raspršuju. Kada bi uski snop alfa-čestica, poslije prolaza kroz tanki listić (folija) metala, pao na fotografsku ploču, onda bi se zapazili tragovi da su alfa-čestice skretale od pravca snopa. Ove pokuse je Rutherford započeo u Kanadi, a kasnije je nastavio u Ujedinjenom Kraljevstvu s Geigerom i Marsdenom.

## Istraživački rad
Oni su ispitivali raspršenje alfa-čestica na taj način što su kroz mali otvor na olovnoj ploči, propuštali njihov uski snop, koji je padao na tanki zlatni listić, debljine 0,01 mm. Iza zlatnog listića je bio postavljen fluorescentni zastor od cinkovog sulfida (ZnS), koji ima svojstva scintilacije. Promatranjem kroz mikroskop, Rutherford i njegovi suradnici su zapazili, da je veličina površine na fluorescentnom zastoru, na kojoj su se zapazile scintilacije ili bljeskovi alfa-čestica, veće kad one prolaze kroz zlatni listić, nego bez njega. 
Kasnije su Rutherford i njegovi suradnici zamijenili fluorescentni zastor s fotografskom pločom, a zlatni listić su znali mijenjati s aluminijskim listićem, ili su fotografirali bez njega. Uspoređivanjem dobivenih fotografija, zapazili su da su površine na fotografskoj ploči, koje su ostavljale alfa-čestice, najveće kad bi postavili zlatni listić, a najmanje kad alfa-čestice prolaze samo kroz zrak. Osim toga, tragovi alfa-čestice su sve nejasniji prema rubovima fotografske ploče. Primijetili su uz to da se jedan dio alfa-čestica odbio od zlatnog listića.

### Objašnjenje rezultata pokusa
Na osnovu rezultata mnogobrojnih pokusa, s više različitih metalnih listića, Rutherford i njegovi suradnici su zaključili da pri prolazu kroz kroz metalne listiće nastaje raspršenje ili skretanje alfa-čestica. Ovu pojavu su objašnjavali međusobnim djelovanjem alfa-čestica i jezgre atoma metala, kroz koje su one prolazile. Najveće raspršenje su dobili kod prolaza alfa-čestica kroz dva zlatna listića, ali se malo raspršenje dogadalo i kod prolaza kroz zrak. Tragovi kretanja alfa-čestica su se mogli dobiti kod prolaza kroz oblačnu komoru (Wilsonova komora).
Pošto je Rutherford znao masu, brzinu i električni naboj alfa-čestica, na osnovu dobivenih rezultata iz mnogobrojnih pokusa i matematičkih izračuna, zaključio je da ta skretanja mogu izazvati samo neke jake odbojne sile, koje se nalaze u atomima metala, kroz koji su alfa-čestice prolazile. Kako su skretanja alfa-čestica pod velikim kutovima bila jako rijetka, na primjer pri prolazu kroz listić platine na svakih 8000 jedna alfa-čestica bi skrenula pod kutom većim od 90º, Rutherford je smatrao da na njih djeluju neke jake odbojne sile. Te sile su mogle poticati samo od jakih električnih polja pozitivnog elektrižnog naboja, koji je sabijen u pojedinim sitnim mjestima u unutrašnjosti atoma, a nikako od električnog naboja, koji je bio raspoređen u cijelom atomu, kako bi proizlazilo iz Thompsonovog modela atoma.
Na osnovu toga što su alfa-čestice lako prodirale u dubinu atoma, uz malo skretanje od svog upadnog pravca, a vrlo rijetko pod većim kutovima, Rutherford je pretpostavio da je glavna masa atoma skoncentrirana u njegovom centru, čije su mjere vrlo male u usporedbi s promjerom atoma i da je pozitivan elektricitet svojstven za tu masu u centru. 1912. Rutherford je centar atoma nazvao atomskom jezgrom. Raspršenje alfa-čestica pri prolazu kroz metalne listiće, odnosno bilo koju kemijsku tvar, može se objasniti međusobnim djelovanjem (interakcijom) između pozitivno nabijenih alfa-čestica i pozitivno nabijenog atomskog jezgra, što se naziva Rutherfordovo raspršenje.